# Rio Uaçá
Le rio Uaçá est un cours d'eau brésilien qui baigne l'État d'Amapá. Il prend sa source sur le territoire de la municipalité d'Oiapoque, dans l'aire indigène Vacá, dont il marque la limite avec le Parc national du Cap Orange. Il se jette par un bel estuaire dans la baie de l'Oiapoque, entre la pointe du Mosquito et le Cap Orange, qui va finir dans l'Océan Atlantique, tout au Nord de l'État. Il arrose la seule municipalité d'Oiapoque.